# تجمع كتائب الفرات جرابلس
كتائب الفرات جرابلس أو تجمع كتائب الفرات جرابلس هي جماعة مسلحة سورية تابعة للجيش السوري الحر ولاحقاً لقوات سوريا الديمقراطية التي تنشط في شمال سوريا. تشكلت المجموعة في منتصف عام 2013، يقودها عدد من أفراد عائلة الجادر ذات النفوذ من مدينة جرابلس وبلدة كركاميش القريبة في تركيا.

## التاريخ
شارك لواء التوحيد في معركة حلب أواخر عام 2012 والتي أدت إلى الاستيلاء على مدرسة مشاة حلب ومقتل القائد الميداني العقيد يوسف الجادر (أبو فرات الجرابلسي) أثناء القتال خلال المعركة في ديسمبر/كانون الأول 2012. وفي أوائل عام 2013، تشكل اتحاد كتائب الشهيد العقيد أبو الفرات في جرابلس. في يونيو 2013، اندلعت اشتباكات في البلدة بين الجماعة وجبهة النصرة والدولة الإسلامية في العراق والشام، مما أدى إلى سيطرة داعش بالكامل على جرابلس. وبعد سيطرة داعش على المدينة، نقلت كتائب الفرات جرابلس مقرها إلى بلدة أخرى، تسيطر عليها وحدات حماية الشعب. وحاولت المجموعة الدخول مرة أخرى إلى جرابلس مع فصائل أخرى من الجيش السوري الحر لكن تنظيم داعش صد جميع الهجمات وقتل منهم العشرات. ثم شكلت تحالفاً مع وحدات حماية الشعب في عين العرب. وأعاد بعض الأعضاء تجميع صفوفهم في لواء جرابلس، وهو فصيل صغير مستقل. وفي أواخر عام 2014 انضمت كتائب الفرات جرابلس إلى بركان الفرات، وشاركوا في الدفاع عن حصار عين العرب لكنهم انسحبوا من المدينة فيما بعد. وفي تشرين الثاني/نوفمبر 2015، انضمت المجموعة إلى قوات سوريا الديمقراطية. في أواخر عام 2016، بعد هجوم منبج الذي استولى عليها داعش وقبل عملية درع الفرات، اغتيل قائد الفرات جرابلس وقائد مجلس جرابلس العسكري المشكل حديثًا، عبد الستار الجادر، بنيران قناصة من مجهولين.